# Jeroen Lenaers
Jeroen Lenaers (Stramproy, 29 april 1984) is een Nederlands politicus. In 2014 werd hij gekozen als lid van het Europees Parlement, waar hij vanaf 1 juli namens het CDA deel uitmaakt van de fractie van de Europese Volkspartij (EVP). 
In het parlement houdt Lenaers zich hoofdzakelijk bezig met justitie, rechtstaat en migratie. In zijn rol als Chief Whip speelt hij een grote rol binnen de EVP-fractie en is hij verantwoordelijk voor fractiediscipline.   

## Biografie

### Studie
Lenaers studeerde European Studies aan de Universiteit van Maastricht, waar hij in 2008 zijn masterdiploma behaalde.
Na zijn studie ging Lenaers aan de slag als beleidsmedewerker van Ria Oomen, lid van het Europees Parlement namens het CDA van 1989 tot 2014.

### Europees Parlement
Bij de Europese Parlementsverkiezingen 2014 stond Lenaers op de tweede plaats van de kandidatenlijst van het CDA. Hij werd op 22 mei 2014 gekozen met 36.428 voorkeurstemmen. Na de verkiezingen werd hij lid van de Commissie werkgelegenheid en sociale zaken en de Commissie burgerlijke vrijheden, justitie en binnenlandse zaken. Tijdens zijn parlementaire werkzaamheden was Lenaers rapporteur van drie wetgevende dossiers. In 2017 rondde hij het rapport over de hernieuwing van het Schengen Informatie Systeem (SIS) af. En in 2019 werden handtekeningen geplaatst onder het nieuw op te richten EU agentschap ELA (European Labour Autority), en het Interoperabiliteit-pakket.
In september 2017 werd Lenaers voorgedragen als vicevoorzitter van de antiterreurcommissie, die de zwakke schakels in het Europees antiterrorismebeleid onderzoekt. Op het CDA-voorjaarscongres in 2019 werd Lenaers op plaats 2 van de kandidatenlijst voor de Europese verkiezingen geplaatst. In december 2023 werd bekend dat Lenaers ook tijdens de parlementsverkiezingen van juni 2024 kandidaat zal zijn namens het CDA. Op de concept-lijst staat hij op plek 3.
Als coördinator namens de Europese Volkspartij in de Commissie burgerlijke vrijheden, justitie en binnenlandse zaken speelde Lenaers een sleutelrol in de totstandkoming van het Europese Asiel-en migratiepact dat op 20 december 2023 werd gesloten tussen de Raad en het parlement.
In 2021 belandde Lenaers op plek 2 van rijzende sterren index van Vote Watch. Volgens hetzelfde onderzoek was Lenaers in 2021 de meest politiek invloedrijke Europarlementariër uit Nederland. Ook in 2023 was Lenaers volgens de ‘influence index’ van BCW de meest invloedrijke Nederlandse parlementariër in Brussel. Hij eindigde dat jaar op plek 10 van de 705 leden van het Europees Parlement.
Tijdens de Europese verkiezingen van 2024 werd Lenaers herkozen met 55.781 voorkeurstemmen. In zijn eigen provincie Limburg behaalde Lenaers 40.130 stemmen; en haalde daarmee de meeste stemmen in de zuidelijke provincie. 
Binnen de 188-koppige Christendemocratische EVP-fractie in het Europees Parlement is Lenaers vicevoorzitter onder fractievoorzitter Manfred Weber. Sinds juli 2024 is Lenaers, als Chief Whip, verantwoordelijk voor de fractiediscipline van de EVP.  

## Persoonlijk
Lenaers is in 2019 getrouwd, heeft twee kinderen en woont in Stramproy.